# Karel Březina (umělec)
Karel Březina (27. prosince 1922, Plzeň – 14. března 2004, Plzeň) byl designer, grafik a malíř. Jeho doménou bylo leptané sklo, nástěnné malby a mozaiky. Vystudoval Vysokou školu uměleckoprůmyslovou v Praze u Jana Bendy a Aloise Fišárka. Byl členem Unie výtvarných umělců Plzeňské oblasti.